# AXN Sci-Fi
AXN Sci-Fi a fost un canal de televiziune deținut de Sony Pictures Entertainment. Canalul a putut fi vizionat 24 de ore pe zi. A fost disponibil în Polonia, Ungaria, România și Bulgaria pe Boom TV, Bulsatcom, Cyfra Plus, Cyfrowy Polsat, Digi TV, Dolce, iNES, Max TV și N. Programul a fost lansat în Republica Cehă și Slovacia în octombrie 2007.
AXN Sci-Fi a fost schimbat în AXN Black la 1 octombrie 2013 ca un canal de televiziune care transmite filme pentru publicul masculin. Canalul a emis în Italia până la 28 februarie 2017.

## Seriale
- Andromeda
- Stăpânul animalelor
- Bleach
- Blood+
- Death Note
- Detective Conan
- Good vs Evil
- Charlie Jade
- D.Gray-man
- Earth: Final Conflict
- Farscape
- Fullmetal Alchemist
- Hercules: The Legendary Journeys
- Honey and Clover
- Lexx
- Cowboy Bebop
- Blue Gender
- Chrno Crusade
- NANA
- Dragon Ball GT
- Naruto
- Merlin
- Mutant X
- PSI Factor
- Rabbit Fall
- Regenesis
- Samurai 7
- Sanctuary
- Sheena
- Sleepwalkers
- Sliders
- Star Trek: Enterprise
- Star Trek: The Next Generation
- Star Trek The Original Series
- Stargate SG-1
- Stargate Atlantis
- Tripping the Rift
- Hellsing
- Captain Tsubasa
- DICE

## Logo-uri

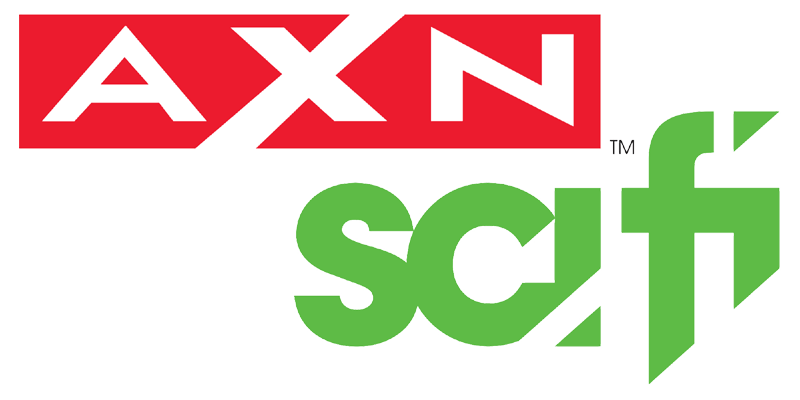
2006 — 2015
2015 — 2017
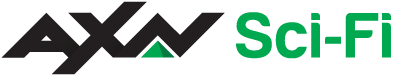
Logo orizontal